# Christoph Girtanner
Christoph Girtanner, né à Saint-Gall le 7 décembre 1760 et mort le 17 mai 1800 à Göttingen, est un médecin, physicien, chimiste et écrivain suisse.

## Biographie
Fils du banquier Hieronymus Girtanner, et de sa femme, Barbara Felicitas, il étudie à Saint-Gall, Lausanne, Paris, Édimbourg et Londres et obtient son doctorat en 1782 à l'Université de Göttingen. 
Après plusieurs années au Royaume-Uni, il est élu en 1790 à la Royal Society of Edinburgh. 
On lui doit de nombreux ouvrages de politique, de médecine et d'histoire naturelle dont :
- Nouvelle nomenclature chimique, Berlin, 1791
- Éléments de chimie antiphlogistique, 1792
- Nouvelles historiques et considérations politiques sur la Révolution française, 13 vol, 1791-1797
- Tableau de la vie domestique, du caractère et du gouvernement de Louis XVI, Göttingen, 1793